# Josef Škoda
Josef Škoda (Plzeň, actual República Txeca, llavors Imperi austríac, 10 de desembre de 1805 - Viena, llavors Àustria-Hongria, 13 de juny de 1881) fou un metge i professor txec fundador, al costat de Karl von Rokitansky, de l'Escola Moderna de Medicina de Viena. És considerat el principal exponent del "nihilisme terapèutic", corrent mèdic de finals del segle xix que propugnava abstenir-se de qualsevol intervenció terapèutica, i que el cos es recuperés només a través de dietes apropiades, com a tractament d'elecció enfront de moltes malalties. Va ser un notable dermatòleg i clínic, i aconseguí fama pels seus diagnòstics brillants, precisos i immediats.

## Biografia
Fill d'un manyà, cursa estudis primaris a la seva localitat natal i ingressa a la Universitat de Viena el 1825. El 10 de juliol de 1831 obté el títol de Doctor en Medicina i comença la seva carrera professional a Baviera, durant l'epidèmia de còlera del 32, i des de 1832 a 1838 treballa com a metge assistent a l'Hospital General de Viena. Durant l'any 1839 treballa com a metge de caritat per a la ciutat de Viena i en 1840 és nomenat director mèdic del Departament per a la tuberculosi recentment inaugurat a l'Hospital General de Viena.
En 1846 i gràcies a l'obstinació de Karl von Rokitansky, professor d'anatomia patològica, és nomenat professor de medicina clínica, en contra dels desitjos de la resta de facultatius de l'hospital. En 1848 comença a fer classes en alemany, en comptes de llatí; fou el primer professor de Viena a fer-ho. Entre els seus alumnes s'hi comptaren el metge hongarès Ignaz Semmelweis, qui va morir en els seus braços després de tallar-se deliberadament amb un bisturí de dissecció de cadàvers per demostrar la seva capacitat infectant.
El 17 de juliol de 1848 és nomenat membre de la secció fisicomatemàtica de l'Acadèmia Austríaca de les Ciències, i en 1871 deixa la docència i els seus alumnes organitzen com a homenatge una gran processó de torxes per Viena.
Rokitansky va dir de Škoda: "Una llum per als que estudien, un model per als que s'esforcen, i una roca per als que desesperen."

## Obres
El mèrit més reconegut de Škoda és el desenvolupament de diversos mètodes de diagnòstic físic: va recuperar, per exemple, l'oblidada tècnica de la percussió diagnòstica proposada per Leopold Auenbrugger (1722-1809) i la va ampliar per a diverses patologies pulmonars. Aquestes tècniques són emprades encara avui dia pels metges per al diagnòstic de malalties que modifiquen el contingut aeri dels pulmons.
La seva primera publicació "Über die Perkussion" (Sobre la percussió) (Medizinische Jahrbücher des kk österreichen Kaiserstaates ", IX (1836)) no va atreure però, massa atenció entre els seus col·legues de professió, els quals es queixaven de la incomoditat que aquesta tècnica diagnòstica suposava per al pacient.
La següent obra publicada per Škoda fou "Über den Herzstoss und die durch die Herzbewegungen verursachten Tone und über die Anwendung der Perkussion bei Untersuchung der Organe des Unterleibes" (Sobre la percussió del cor i els sons originats pels moviments cardíacs, i la seva aplicació a la investigació dels òrgans abdominals), en 1837.
En 1838 publica "Über Abdominaltyphus und dessen Behandlung mit Alumen crudum" (Sobre el tifus abdominal i el seu tractament amb alumen) i "Untersuchungsmethode zur Bestimmung des Zustandes des Herzens" (Mètodes d'investigació dels estats del cor), i el 1839 "Über Pericarditis in pathologisch-anatomischer und diagnostischer Beziehung "(Sobre la pericarditis en anatomia patològica i diagnòstics relacionats) i" Über Piorrys Semiotik und Diagnostik "(Sobre el diagnòstic i la semiologia de Piorry).
Finalment, en 1840 publica "Über die Diagnose der Herzklappenfehler" (Sobre el diagnòstic dels defectes de les vàlvules cardíaques).
En 1841 crea el departament per a les malalties de la pell, cosa que suposarà l'impuls definitiu per a la reorganització de la dermatologia duta a terme per Ferdinand von Hebra.